# گلن سیبورگ
گلن تئودور سیبورگ (انگلیسی Glenn Theodore Seaborg) شیمیدان هسته‌ای آمریکایی بود که در سال ۱۹۵۱ به علت همکاری در کشف ده عنصر فرااورانیمی، برنده جایزه نوبل شیمی شد. وی برای نخستین بار مفهوم آکتینیدها را ارائه کرد و عنصرهای ۹۰ (توریم) تا ۱۰۳ (لورنسیم) جدول تناوبی را "اکتینیدها" نامید و آن‌ها را در ردیفی جداگانه زیر لانتانیدها طبقه‌بندی کرد. سیبورگ برای نخستین بار اصطلاح جزیرهٔ پایداری را در فیزیک هسته‌ای ابداع کرد. اکثر فعالیت‌های علمی وی در دانشگاه کالیفرنیا در برکلی انجام شد. عنصر ۱۰۶ جدول تناوبی به افتخار وی سیبورگیوم نام‌گذاری شد. او در این باره گفت: «این بزرگترین افتخاری است که تاکنون به من داده شده‌است. حتی فکر میکنم بزرگتر از جایزهٔ نوبل.»